# Samsaya
Samsaya, pseudonimo di Sampda Sharma (Hamirpur, 3 novembre 1979), è una cantante e attrice indiana naturalizzata norvegese.

## Biografia
Nata nell'India settentrionale, Samsaya si è trasferita nel quartiere di Ellingsrud della capitale norvegese quando aveva undici mesi. Nel 2004 ha pubblicato il suo album di debutto Shedding Skin, ma il suo primo grande successo commerciale è stato il singolo Change, che nel 2008 ha raggiunto la 2ª posizione nella classifica norvegese. I due singoli successivi, Money e ADHD (Love Me Not), si sono piazzati rispettivamente 4º e 18º. Nel 2008 ha inoltre lavorato come presentatrice televisiva per il canale musicale The Voice TV Norge.

## Discografia

### Album in studio
- 2004 – Shedding Skin
- 2015 – Bombay Calling

### EP
- 2014 – Samsaya

### Singoli
- 2003 – Ever Been Had?
- 2003 – Pure to Me
- 2006 – Dodge It
- 2008 – Change
- 2009 – Money
- 2009 – ADHD (Love Me Not)
- 2012 – Stereotype
- 2012 – Apple
- 2012 – Drums of War
- 2015 – Beginning at the End
- 2016 – Like Me
- 2017 – Naina Don't Lie

#### Come artista ospite
- 2012 – Electric Fleet (Bertine Zetlitz feat. Samsaya)

## Filmografia

### Cinema
- Folk flest bor i Kina, regia di Thomas Robsahm e Martin Asphaug (2002)
- La foresta misteriosa (Villmark), regia di Pål Øie (2003)
- Hawaii, Oslo, regia di Erik Poppe (2004)
- Varg Veum - Begravde hunder, regia di Alexander Eik (2008)

### Televisione
- Jul i Svingen – serie TV (2006)
- Hver gang vi møtes – serie TV (2012)
- Lilyhammer – serie TV (2014)
- Håp i ei Gryte – serie TV (2016)

### Doppiatrice
- Knerten gifter seg, regia di Martin Lund (2010)
- Knerten i knipe, regia di Arild Østin Ommundsen (2011)
- Elias og Storegaps Hemmelighet, regia di Simen Alsvik e Will Ashurst (2017)